# Leopold von Stuckrad (General, 1780)
Karl Friedrich Leopold von Stuckrad (auch: Stückrath, * 29. Mai 1780 in Königsberg; † 22. August 1854 in Prökuls) war ein preußischer Generalleutnant. Er wurde 1806 Herr auf Steinwalde (Kreis Friedland) und 1809 auf Gansenstein (Kreis Lötzen).

## Leben

### Herkunft
Die Stuckrads sind eine hessische Familie. Sein Vater und sein Onkel Hermann Wilhelm († 1803) kämpften im Siebenjährigen Krieg unter dem Befehl des Herzogs Ferdinand von Braunschweig auf preußischer Seite. 1773 wechselten beide in preußische Dienste. Seine Eltern waren Franz Leonhard Wilhelm von Stuckrad (1740–1819) und dessen Ehefrau Charlotte Wilhelmine Sophie, geborene von Collas (1754–1828). Sein Vater war preußischer Major a. D., zuletzt im Depotbataillon des Infanterieregiments „von Henckel“.

### Militärkarriere
Stuckrad trat am 10. April 1795 als Gefreitenkorporal in das Infanterieregiment „von Larisch“ der Preußischen Armee ein und avancierte bis Mitte Dezember 1797 zum Sekondeleutnant. Am 2. Juni 1801 folgte mit Patent von 20. September 1797 seine Versetzung zur 2. Ostpreußischen Füsilier-Brigade, bis er am 26. November 1803 seinen Abschied nahm.
Im Vorfeld des Vierten Koalitionskrieges wurde Stuckrad am 8. Mai 1806 als Premierleutnant beim 1. Ostpreußischen Reserve-Bataillon wieder angestellt. Er nahm 1807 noch am Feldzug in Preußen teil, ohne aber in Kampfhandlungen verwickelt zu werden. Nach dem Frieden von Tilsit wurde er am 8. Oktober 1807 mit Halbsold inaktiv gestellt.
Am 10. November 1812 erhielt Stuckrad eine Anstellung als Premierleutnant bei der Gendarmerie und kam am 21. April 1813 mit der Beförderung zum Stabskapitän als Adjutant zum 2. Ostpreußischen Landwehr-Infanterie-Regiment. Dort stieg er Anfang Juli 1813 zum Kapitän und Kompaniechef auf. Während der Befreiungskriege kämpfte er bei den Belagerungen von Küstrin sowie Magdeburg und erhielt für Rodemacher den Orden des Heiligen Wladimir IV. Klasse.
Am 7. September 1815 wurde er zum Major befördert, als solcher Ende Juni 1816 dem 1. Infanterie-Regiment aggregiert und am 30. März 1817 als Bataillonskommandeur einrangiert. Er wurde 1825 mit dem Dienstkreuz ausgezeichnet. Am 30. März 1830 ernannte man ihn zum Kommandeur des II. Bataillons im 3. Landwehr-Regiment. In dieser Stellung avancierte Stuckrad am 30. März 1832 mit Patent vom 1. April 1832 zum Oberstleutnant. Am 17. Mai 1833 wurde er Kommandeur des III. Bataillons im 1. Landwehr-Regiment und stieg am 30. März 1835 zum Oberst auf. Am 18. August 1837 wurde er zum Kommandanten der Festung Pillau ernannt und anlässlich des Ordensfestes 1838 mit dem Roten Adlerorden III. Klasse mit Schleife ausgezeichnet. Am 7. April 1842 wurde er zum Generalmajor befördert. Unter Verleihung des Charakters als Generalleutnant erhielt Stuckrad am 13. März 1847 seinen Abschied mit der gesetzlichen Pension.
Zur Feier seiner Goldenen Hochzeit erhielt er vom König 100 Friedrichsdor als Beihilfe, damit alle seine Kinder zur Feier kommen konnten.
Er starb kurz nach seiner Frau am 22. August 1854.

### Wappen

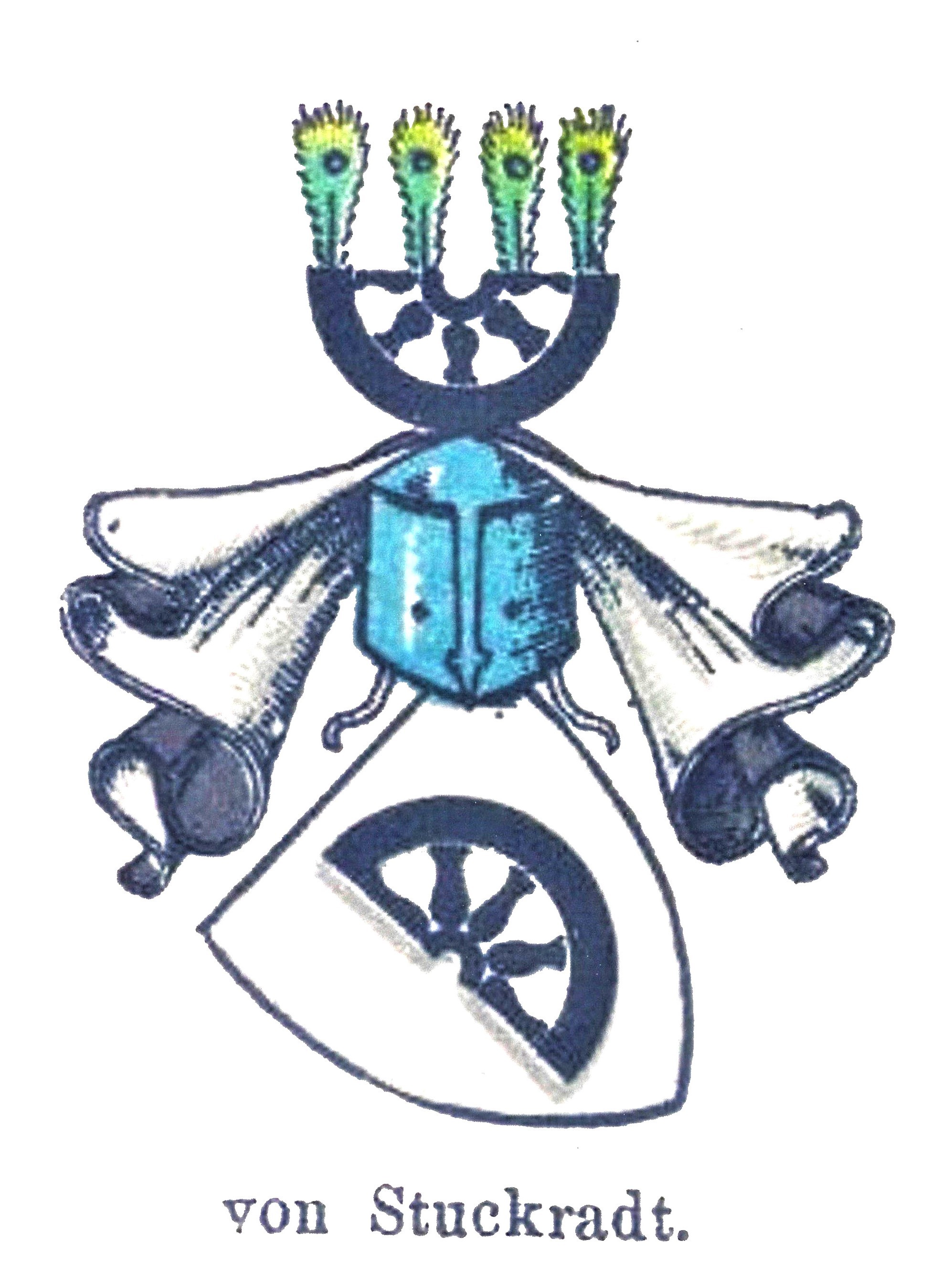

Ein halbes Wagenrad, rechts, auf silbernem Schild. 

### Familie
Stuckrad heiratete am 19. März 1802 in Arys Charlotte Elisabeth von Drigalski (1785–1854). Das Paar hatte mehrere Kinder:
- Tochter (*/† 1802)
- Johann Bernhard Otto (1803–1888), preußischer Generalmajor ⚭ 1829 Antonie Marie Luise von Lüdicke (1809–1884)
- Louis (1804–1805)
- Jokobine Charlotte Amalie (1806–1825)
- Charlotte (1807–1808)
- Karl Friedrich Leopold (1808–1885), preußischer Generalleutnant ⚭ 1839 Auguste Wilhelmine Henriette Kühl (1820–1884)
- Matilde Eleonore (1809–1812)
- Dorothea Juliane Wilhelmine Charlotte (1810–1843) ⚭ 1829 Alexander von Trentovius († 1878), russischer Staatsrat und Konsul in Memel
- Jakobine Amaline Adelheid (1811–1812)
- Mathilde Aurora (1812–1813)
- Franz Friedrich Alexander (1814–1895), preußischer Generalleutnant ⚭  1849 Emma Ida Karoline Wilhelmine Kranichfeld (1827–1907)
- Franz (*/† 1815)
- Kurt Emil Wilhelm (1816–1826)
- Mathilde (1817–1818)
- Hermann August (*/† 1818)
- Friedrich Wilhelm (1819–1896), Baurat ⚭ 1859 Julie Luise Josephine Valeska von Drigalski (1828–1897)
- Hermann Adolf (1820–1897), preußischer Generalarzt ⚭ 1829 Henriette Amalie von Rosten, verwitwete Hoffmann (1823–1862)
- Tochter (*/† 1821)
- Luise Sophie (* 1823), Stiftsdame in Königsberg in Preußen
- Julius Rudolf (1824–1897), Herr auf Georgshöhe (Kreis Heidekrug) und Jablonken (Kreis Osterode) ⚭ 1858 Ernestine Luise Penzenburg (1821–1907)
- Tochter (*/† 1825)
- Ludwig Kasimir Heinrich (1826–1862), Hauptmann
- Julius August Bernhard (1827–1908), preußischer Leutnant, großbritannischer Hauptmann a. D. starb in San Diego, Kalifornien
- Emma Klara Agnes (1828–1829)
- Eugen August Ludwig (1830–1852), Leutnant